# Карел Яромир Ербен
Карел Яромир Ербен (на чешки: Karel Jaromír Erben) е чешки историк, картограф, поет, фолклорист и писател от 19 век.
Представител на романтичното направление в литературата. Участва в Славянския конгрес в Москва и Санкт Петербург през 1867 г.

## Биография
Роден е на 7 ноември 1811 година в Милетин, тогава в Австрийската империя. Завършва колеж в Храдец Кралове, а през 1831 година се мести в Прага, където учи философия и по-късно право в университета на града. Работи в Националния музей в Прага заедно с Франтишек Палацки. През 1848 година става редактор на вестник „Пражки новини“, а през 1850 година – секретар на архивите на Националния музей.
Основният труд на Ербен, известен като Славянска читанка, е сборник, който съдържа 100 народни приказки и легенди, написани на старонародния чешки език. През 1853 г. излиза собственият му труд „Букет от народни легенди“, в който са преразказани в стихотворна форма старочешки предания. През 1864 г. издава романтичната колекция „Простонародни чешки песни и стихчета“ в пет тома.
Ербен не само събира чешко народно творчество, но също пише литературна критика по темата. Освен това е автор на редица книги, посветени на историята на Прага и Чехия. За най-важния исторически труд на Ербен се смята Regesta diplomatica nec non epistolaria Bohemiae a Moraviae, в който изследва грамоти и укази от земите на Бохемия и Моравия, започвайки от 1253 г. В допълнение писателят пише коментари към историите и легендите за личности като света Екатерина, Томаш Щитни, Ян Амос Коменски и Ян Хус.
През 1868 година Ербен издава етнографската карта на Балканския полуостров Мара Slovanskèho Svèta. За основа на труда си ползва вече публикуваните карти на Павел Шафарик, Гийом Лежан и М. Ф. Миркович.
Карел Яромир Ербен умира на 21 ноември 1870 година в Прага от туберкулоза. Погребан е в Малостранското гробище.
Композиторът Антонин Дворжак използва много от баладите на Ербен за основа на свои симфонични произведения.

## Трудове
- „Sto prostonárodních pohádek a pověstí slovanských v nářečích původních“, известна с по-краткото име „Славянска читанка“ (1865)
- „Vybrané báje a pověsti národní jiných větví slovanských“ (1869)
- „Kytice z pověstí národních“ (1853, разширено издание 1861) – „Букет от народни легенди“, сборник със старочешки предания и митове.
- „Písně národní v Čechách“ – сборник с чешки народни песни
- „Prostonárodní české písně a říkadla“ (1864) – „Простонародни чешки песни и стихчета“.
- „České pohádky“ – „Чешки приказки“, сборник